# Leszek Matysiak
Leszek Matysiak (ur. 29 maja 1962 w Rawiczu) – polski żużlowiec.
Sport żużlowy uprawiał w latach 1983–1998, w barwach klubów Śląsk Świętochłowice (1983–1987, 1989–1991, 1993–1996), Wybrzeże Gdańsk (1988), Włókniarz Częstochowa (1992), Wanda Kraków (1997) oraz Kolejarz Opole (1998).
Finalista młodzieżowych drużynowych mistrzostw Polski (Tarnów 1983 – IV miejsce). Finalista indywidualnych mistrzostw Polski (Toruń 1991 – jako rezerwowy). Zdobywca I miejsca w memoriale im. Jana Ciszewskiego (Świętochłowice 1991).